# Dig (serie televisiva)
Dig è una serie televisiva statunitense creata da Gideon Raff e Tim Kring.
La serie, con protagonisti Jason Isaacs e Anne Heche, viene trasmessa su USA Network dal 5 marzo al 7 maggio 2015.

## Trama
Peter Connelly è un agente dell'FBI di stanza a Gerusalemme, mentre sta indagando sulla morte di un'archeologa americana, scopre un'antica cospirazione internazionale che rischia di stravolgere l'intero corso della storia umana.

## Personaggi e interpreti

### Principali
- Peter Connelly, interpretato da Jason Isaacs.
- Lynn Monahan, interpretata da Anne Heche.
- Emma Wilson, interpretata da Alison Sudol.
- Golan Cohen, interpretato da Ori Pfeffer.
- Tad Billingham, interpretato da David Costabile.
- Debbie Morgan, interpretata da Lauren Ambrose.
- Faye, interpretata da Angela Bettis.
- Ian Margrove, interpretato da Richard E. Grant.
- Ruth Ridell, interpretata da Regina Taylor.
- Yussef Khalid, interpretato da Omar Metwally.

## Episodi
| Stagione       | Episodi | Prima TV originale | Prima TV Italia |
| -------------- | ------- | ------------------ | --------------- |
| Prima stagione | 10      | 2015               | inedita         |

## Produzione
La serie è prodotta da Universal Cable Productions. Le riprese sono iniziate a Gerusalemme, ma la produzione si è spostata in Croazia, nelle località di Ragusa, Pola, Spalato e Traù, ed infine a Albuquerque, nel Nuovo Messico, a causa del conflitto Israele-Striscia di Gaza.